# Зеліна Фрайтаг
Зеліна Фрайтаг (нім. Selina Freitag)  — німецька  стрибунка з  трампліна, дворазова чемпіонка світу
Дві золоті медалі чемпіонки світу Фрайтаг здобула у складі німецької команди в командних змаганнях на великому трампліні  та в змаганні змішаних команд на нормальному трампліні на   світовій першості 2023 року, що проходила у словенській Планиці.